# كمال بنكيران
كمال بنكيران (مواليد سنة 1970، الدار البيضاء) هو مدرس وكاتب وشاعر وناشر كندي من أصل مغربي، يعيش في كيبيك بمونتريال.

## مسيرته
بعد حصوله على شهادة في الأدب الفرنسي، أصبح كمال بنكيران مدرسًا وبدأ الكتابة عن طريق النشر في العديد من الصحف والمجلات المحلية في المغرب. يشارك في العديد من الجمعيات الأدبية، وفاز بالعديد من الجوائز في الشعر الكلاسيكي والنيوكلاسيكي في فرنسا، بما في ذلك جائزة فيرلين في الشعر النيوكلاسيكي.
في عام 2001، انتقل إلى كيبيك، ودرس علوم التعليم في جامعة مونتريال، وحصل على درجة الماجستير في التعليم وانضم إلى تحالف الأساتذة في مونتريال.